# Carlotta Sagna
Pour les articles homonymes, voir Sagna.
Carlotta Sagna, née en 1964 à Turin en Italie, est une chorégraphe italienne de danse contemporaine.

## Biographie
Carlotta Sagna commence la danse dans la compagnie de sa mère, Anna Sagna, puis commence sa formation à l'école des ballets de Monte-Carlo puis de 1981 à 1983 à la Mudra de Bruxelles. Elle travaille ensuite de 1988 à 1990 avec Anne Teresa De Keersmaeker en dansant pour la compagnie Rosas lors de trois de ses spectacles : Ottone Ottone, Stella, et Achterland. Elle intègre ensuite en 1993 la Needcompany de Jan Lauwers et y danse pendant dix ans en créant les parties chorégraphiques de quelques spectacles. Elle crée sa première chorégraphie seule Un trio : A en 2002 dans le cadre de la Needcompany.
En 2005, elle fonde sa propre compagnie en France où elle travaille depuis. En 2009, sa sœur Caterina Sagna et elle décident de s'unir en fondant une compagnie commune, la Compagnie Caterina & Carlotta Sagna.

## Principales chorégraphies
- 1994 : Isoi en collaboration avec Caterina Sagna
- 1997 : les chorégraphies de Caligula de Jan Lauwers
- 1999 : La Testimone en collaboration avec Caterina Sagna
- 2000 : les chorégraphies de Morning Song de Jan Lauwers
- 2000 : les chorégraphies de Needcompany's King Lear de Jan Lauwers
- 2002 : A pièce pour trois interprètes
- 2002 : Relation publique en collaboration avec Caterina Sagna
- 2004 : Tourlourou
- 2004 : Heil Tanz ! en collaboration avec Caterina Sagna
- 2007 : Oui oui pourquoi pas, en effet !
- 2009 : Ad Vitam
- 2009 : Petite pièce avec Olivia en collaboration avec Olivia Rosenthal
- 2010 : C'est même pas vrai interprété par Jone San Martin
- 2010 : Nuda Vita en collaboration avec Caterina Sagna